# Wolfgang A. Palm
Wolfgang A. Palm (* 14. August 1960 in Baden-Baden) ist ein deutscher Opern- und Musicalsänger (Tenor).

## Leben
Er besuchte das Richard-Wagner-Gymnasium seiner Heimatstadt. 1978 ging Palm nach Salzburg, um am dortigen Mozarteum klassischen Gesang zu studieren. Bereits zwei Jahre später debütierte  Wolfgang A. Palm im Alter von 20 Jahren als Bariton  am Festspielhaus Salzburg in der Partie des Grafen Lamoral in der Oper Arabella. Es folgten Engagements an den Musikbühnen von Bremerhaven, Coburg, Regensburg und andere mehr. In erstgenannter Stadt sang Palm die Partie des Giorgio Germont in der Oper La traviata. Die Opernzeitschrift Orpheus apostrophierte den Künstler als den „Jüngsten deutschen Sänger in dieser Partie in den deutschsprachigen Ländern“. Bis dato war Wolfgang Brendel der jüngste Interpret  dieser Partie. Genannter sang den Giorgio Germont im Alter von 24 Jahren am Pfalztheater Kaiserslautern. Von 1985 bis 1990 war Palm festes Ensemblemitglied an der Bayerischen Staatsoper, wo er überwiegend in Komprimariorollen wie den Kriegsboten in Guntram, den Herold in Don Carlos und in vielen weiteren Nebenpartien in Opernwerken der Modernen mitgewirkt hatte. 1988 sang Palm die Partie des Kinderschreck im Rahmen einer TV-Produktion des Saarländischen Rundfunks der Oper Die beiden Pädagogen von Felix Mendelssohn Bartholdy.
Für die deutsche Erstaufführung des Musicals Das Phantom der Oper wechselte der Sänger 1990 nach Hamburg. Dort stand er sechs Jahre in über 1700 Vorstellungen auf der Bühne. Während dieser Zeit wechselte er zum Stimmfach Tenor. Nach der Zeit in Hamburg sang der Künstler auf mehreren deutschen Bühnen u. a. die lyrischen Tenorpartien des Tamino in Die Zauberflöte, den Max in Der Freischütz und den Lenski in Eugen Onegin. Im Jahr 2003 gründete Wolfgang A. Palm in Hamburg die Künstleragentur DIE STIMME. Daneben war Palm  ab 1995 auch rege als Gesangspädagoge tätig. Zu seinen bedeutendsten Rollen gehörten die Darstellungen des Conte Almaviva, Germont, Posa, Masetto, Lilaque Fils (Boulevard Solitude), Ping, Peter Besenbinder, Mauleselmann, Dr. Falke, Graf Homonay u. a.